# Rača (Kuršumlija)
Pour les articles homonymes, voir Rača.
Rača (en serbe cyrillique : Рача) est un village de Serbie situé dans la municipalité de Kuršumlija, district de Toplica. Au recensement de 2011, il comptait 189 habitants.

## Démographie
| 1948  | 1953  | 1961  | 1971 | 1981 | 1991 | 2002 | 2011 |
| ----- | ----- | ----- | ---- | ---- | ---- | ---- | ---- |
| 1 016 | 1 000 | 1 013 | 722  | 562  | 300  | 247  | 189  |

|  |